# Swedish Open 2002
Lo Swedish Open 2002 è stato un torneo di tennis giocato sulla terra rossa. È stata la 55ª edizione dello Swedish Open, che fa parte della categoria International Series nell'ambito dell'ATP Tour 2002. Si è giocato al Båstad Tennis Stadion di Båstad in Svezia, dall'8 al 14 luglio 2002.

## Campioni

### Singolare
Carlos Moyá ha battuto in finale  Younes El Aynaoui con il punteggio di 6–3 2–6 7–5

### Doppio
Jonas Björkman /  Todd Woodbridge hanno battuto in finale  Paul Hanley /  Michael Hill || 7–6(6) 6–4